# 东北1947年夏季战役
东北1947年夏季战役，中国共产党亦称东北1947年夏季攻势，是第二次国共内战中，双方在东北战场发生的一次战役。
1947年5月13日，林彪指挥东北民主联军转入战略反攻，在长春至沈阳段和沈阳至吉林段铁路两侧地区发动了夏季攻势，针对国军分散守点的特点，以围城打援主要战法。1947年7月1日，东北民主联军夏季攻势结束。:8377攻势历时50天，歼灭国军8.3万，攻佔城镇42座，扩大解放区16万平方公里。:8377缴获各种炮1039门、机枪2500挺。国军被压缩在中长铁路、北宁铁路地帶少数据点上，被迫由全面防御转入重点防御。:8377

## 背景
第三次下江南作战结束后，东北民主联军主力部队进行两个月战斗总结和军政训练，在政治上进行阶级教育和仇视蒋介石的教育，消除和平幻想，树立长期斗争的决心和信心；部队还补充了兵员，改善了装备。此前，南满部队和北满部队只能做战略配合，尚未发挥出战役战术配合的优势。为此，东总计划集中南、北满部队，统一发动夏季攻势。把过去因客观条件所形成的两个拳头打人的南北分兵状况，改为一个拳头为主的集中作战。
1947年5月5日，中共中央东北局作出《关于东北目前形势与任务》的决议，明确提出“积极组织力量，全力准备大反攻，大量歼灭敌人，大量收复失地，巩固和扩大解放区。”
东北民主联军部署为：
- 第一纵队配属独立第二师、第二纵队、独立第一师（原359旅）集结于第二松花江以北扶余县。独立第一师5月6日从陶赖昭出发南下，5月8日渡过松花江。
- 第六纵队、独立第三师（吉北军分区）、独立第四师、东满独立师准备围攻吉林市附近之敌。
- 西满军区骑兵师与三个独立师集结于开通县等地。
- 南满的第三纵队、第四纵队第10师、第11师、南满独立第2师集中于三源浦、浑江等地。四纵第12师在辽南的万福。

东北国军部署为：
- 新一军部署于吉林省（长吉地区）。
  - 新30师驻长春市区，第90团及保安十七团驻守怀德城。
  - 第50师驻德惠县城，
  - 新38师驻吉林市区。
- 第七十一军部署于辽北省。
  - 军部与主力驻四平市。
  - 第87师驻郑家屯，前出进驻通辽、玻璃山、双山等地。
  - 青年军2师（实际为第207师）驻西安（今辽源市）。
- 第五十二军部署于安东省。
  - 第2师驻通化市区
  - 第25师驻安东市区
- 新六军、青年军第207师驻辽宁、沈阳
  - 第14师驻凤城
  - 新22师驻本溪
- 第六十军驻沈吉铁路沿线
  - 暂21师驻海龙、吉昌
  - 第184师驻梅河口、山城镇、草市。

1947年3月27日，冀热辽党政军从晋察冀调归东北局隶属，改称冀察热辽。冀察热辽军区奉命组织攻势，坚决拖住第十三军、第九十三军，使之不能东调，同时伺机扩大解放区，消灭国军有生力量。4月12日，热东军分区独立第二团与朝阳县支队向朝阳县松树嘴子据点发起进攻，经过彻夜战斗，歼灭警察400多人，活捉并处决了朝阳联防大队大队长张继贤。至此，朝阳地区南部国军最后一个据点被端掉，大凌河以南地区全部获得解放。5月1日，冀察热辽军区第十六旅与热东军分区独立第一团、第三团密切配合，成功接应出凌源城内的东北保安第三支队少将司令韩梅村所率领的上千人的起义队伍，该部整编为冀察热辽军区独立第6师。

## 经过

### 第一阶段
夏季攻势的第一阶段，是集中全军主力，远距离奔袭沈阳、长春、吉林等地附近的中小城市，围城打援。
冀察热辽军区兵锋直指热河西部围场县城。城西面有三角山、西大山、锥子山；城东侧有河，地形开阔。防守围场的是第十三军第4师10团三营及战防炮连、保安队，共1000多人，构筑了坚固的环形防御工事，称“热河第一坚强之据点”“塞外前线之乐园”，扬言“希望共军快点来攻”。冀察热辽军区前线指挥部决定：“集中主力攻城打援，不先攻外围据点，直指敌心脏。”独五旅和独十三旅攻城，独十六、十七、十八旅打援，阻击承德、赤峰、隆化、丰宁之援敌，骑兵旅置于围场和多伦间，警戒虎沟、多伦方向。4月30日，冀察热辽军区发出了《战热字第一号命令》。5月2日冀热察军区司令员段苏权令五旅和十三旅分别从赤城和沽源县向围场出发。5月6日独十三旅进至上黄旗的瓦窑沟村时，三十七团在三十九团的配合下全歼来犯的当地帮会和驻扎在上黄旗的保安队。战斗刚刚结束，第十三军四师十二团三营黄贵福部300余人从凤山镇前来支援，第三十九团进至上黄旗附近的烟筒沟梁，从东南向敌人发起猛烈攻击。敌人借助险峻地势和精良的武器装备，居高临下，拼命抵抗，战斗异常激烈。独五旅十三团分别从西、北两面发起攻击。国军抵挡不住，以一个排的兵力在主峰压制解放军攻势，掩护突围。三十九团在十三团的配合下发起冲锋，消灭了大部分敌人，缴获机枪7挺、火炮3门、长短枪近百支。5月8日，第39团进至围场外围吉布太沟集结。
1947年5月11日，东北民主联军第六纵队司令员洪学智指挥六纵队、曹里怀的独立第三师和东总直属的两个炮兵团，向拉法、吉林线进攻，揭开了夏季攻势的序幕。独立三师奉命全面进攻吉林市北部据点，攻克乌拉街、江密峰等。
5月12日，热东军分区部队在地方武装的配合下，向锦承路沿线发起进攻，攻下公营子、波罗赤、东大道、大平房4个车站。
5月12日夜，独立第3师完成对江密峰守军保安第七团的合围。5月13日凌晨在炮火掩护下，发起攻击。第7团战至中午全歼守敌，共毙伤敌60余人，俘敌上校团长以下官兵720多人，缴获各种武器600余件。我军伤亡150余人。第8团迫使江密峰车站守敌一个连投降，随即占领车站。第9团在炮火支援下，攻克铁路以北敌主要地堡群，推进至敌团部核心阵地将敌全歼。
5月13日，辽宁二分区部队将西安县渭津附近的铁路桥破坏，使渭津至东丰间的铁路中断；当夜，又在东丰外围破坏了输电线路，县城内即陷入一片黑暗。
1947年5月13日，华东野战军发动了孟良崮战役。
5月14日14时许，独立第13旅决心以第37团、39团及的38团的一个营攻城，其余为预备队。以39团配属冀热察军区炮兵营山炮连三排，以一部分兵力由城东向西牵制敌人主力，由城南门及东南角攻击，尔后向县政府进攻。5月14日18时，部队秘密进入围场外围，仅用20分钟的时间把守军的警戒机动部队消灭。5月15日凌晨1时，独13旅展开攻击：
- 第39团第一营：第一连和第三连一个排沿着河两侧迅速向东城墙推进，击溃外围警戒部队。第二连紧接其后迅速攻占城东南角外的一个碉堡，发现有一条通往城内的暗道后，即进入地道突入城内，并将城墙上的一个20余人的大碉堡炸毁。入城后，因孤军作战，受敌包围，伤亡较大，不能继续前进即固守阵地待援。团参谋长蔚彰率该营第二连、第三连两个排，向城东南角突击，于拂晓前全歼敌四个班，为攻城扫除了障碍，第二连以勇猛的行动一举突破敌东南角防御前沿，仅以3人伤亡的代价打开突破口。
- 第39团第二营在政治处主任武甦生的率领下，爆破南门未成，武甦生牺牲。第二营另一部便从第一营突破口进入，占领南门。二营于二时攻占伪县政府老兵营。一营与二营会合，向城内纵深进攻。又与第38团第三营会师，攻击守军团部所在地的银行大院。第39团四连和六连连续爆破炸开银行院墙，突击队分别从西北角和东北角突入院中。下午18时战斗结束。
- 第37团：攻击小锥子山阵地。随后第一营第二连攻击西大山，被守军火力压制在山沟里；第二营第六连增援后攻占。随后第三营占领了城西南角。
- 作为预备队的第38团第一营和第二营：占领了城东无名高地和凤凰岭，接连攻克3个碉堡群。调第二营入城参加战斗，该营沿城墙迂回到围场北门堵截逃敌。残敌突围后山上逃跑，被第38团第三营堵击消灭。
- 承德、赤峰、隆化、丰宁援军被独立第16旅、独立第17旅等打援部队牵制，有的出发就被击退，有的根本没有出动。

围场战斗歼灭守军第十三军第4师第10团第3营（辖三个步兵连和重机枪连、炮兵连、军警督察队各一个，共约600余人，有山炮一门，战防炮两门，迫击炮两门，火箭筒两具，重机枪六挺；每个步兵连有六O炮三门，掷弹筒九个，并配属重机枪两挺）及保安第三大队下属三个中队（共250人，有轻机枪两挺）、自卫队（130人)，守军总共980余人，统归第十团副团长殷学渊指挥。围场北50里之重要据点棋盘山亦告解放。围场战斗，第39团歼敌209人，缴火箭炮2门、六○炮1门，掷弹筒10具，轻机枪9挺，(步)冲锋枪130支、战马22匹、各种枪炮弹19000发，其他物资一部；战斗牺牲政治处主任武甦生等22人，二营长王长久、一营教导员陈蕴德等127人负伤。围场系热西重镇。为五月份内继凌源（韩梅村率部起义）之后冀察热辽收复第二座县城。围场解放。整个热西的形势逐步好转。5月21日，驻守大阁县的暂编第一师第二团逃往丰宁县城凤山，5月24日至26日，冀热察区党委和军区领导机关以及大阁县党政机关先后进驻大阁。自围场县溃逃的散匪汇集后在赤峰西郊制造了柴胡栏子事件。随后，冀察热辽部队又转战出击热中、热东广大地区，在这轮反攻作战中歼敌8000余人，控制了锦承铁路中段400余里，收复了围场、大阁县等14座城镇，重要据点8处，解放200万人民，牵制了敌人，有力地配合了东北战场的作战。
冀察热辽军区决心夏季攻势中首先打通锦承路。5月12日独立第17旅扫清了朝阳外围之敌。由于左翼的围场、凌源失守，赤峰守军第九十三军完全动摇，决心弃城向锦州一线撤逃；首先把外围部队全部收缩回赤峰城区，仅有建昌营留驻地方匪队、县警察大队200余人。第九十三军撤退步骤为：首先放弃赤峰，接着放弃宁城、天义，退至叶柏寿、朝阳一线。冀察热辽军区命令第十三旅（旅长黄鹄显、政委陈仁麒）、第十六旅（旅长张德发、政委黄文）、第十七旅（旅长周仁杰、政委谢镗忠）、第十八旅（旅长丁盛、政委韦祖珍）、朱德骑兵旅（旅长何能彬、政委林茂源）和第二十二军分区、第十九军分区所属部队协同逼近赤峰，5个旅共3.7万人，由程子华、黄志勇、刘道生3人负总责的冀察热辽前方作战指挥机关统一指挥。5月24日晨独立第13旅赶到朝阳的西侧，决定5月25日21时发起攻击。第九十三军把退守在锦州、义县、金岭寺一带可能抽调的兵力暂18师1个团，暂20师、暂22师各一个营，军直特务团一部，交警两个大队，共约步兵两个团，骑兵500多人，连夜沿锦承路西进，企图解朝阳之围，于5月24日20时进至能家车站。军区决定独13旅37团协同独17旅50团继续围逼朝阳，独13旅主力于5月24日连夜占领八里营子、铁匠营子以东高地阻击援敌，待独16、17两旅于25日赶到后歼灭来援之敌。24日24时左右独立13旅到达打援集结地域后，决定38团在铁匠营子东山向东南警戒保障主力安全。5月25日6时，援军先头企图攻占铁匠营子东山制高点，掩护主力进援，向第38团第二连阵地发起猛烈攻击，反复激战后，二连伤亡较大，其右翼无名高地被占领。39团主动令第三营(欠七连)向铁匠营子东山急进，投入阻击战斗。25日7时30分，39团第3营跑步至铁匠营子北侧占据山峰，三营令第八连夺取东南无名高地后固守，阻敌西援。7时45分，八连一举攻克铁匠营子东南无名高地，随后至17时打退13次冲击，毙敌200多人。三营追击10多里，又歼敌30余名，缴获战马3匹，电话机2部，子弹5箱，至20时阻击战斗结束。战后第39团八连荣获冀察热辽军区“防御模范”奖旗和独13旅授予“稳如泰山”奖旗各一面，涌现出连长刘书恩、指导员杨群立等特等功臣和战斗模范25名。赤峰国军开始分3批撤退。第一批由1个团护送，于5月27日撤出炮队、辎重和家属等，冀察热辽部队在阻击中，缴获一批物资和装备；由于朝阳的国军已增加到两个团以上，其他旅未赶到打援地点，放弃攻打朝阳，独13旅奉命东进寻找战机。赤峰撤退第二批为主力部队，其中有师部和地方首脑，在5月底撤离；残留2个营和1个炮兵连。5月30日，冀察热辽中央分局决定解放赤峰，命令部队强占赤峰周围高地和战略据点。
5月15日，热东军分区部队攻克喀左旗南公营子据点。战后，喀左旗民主政府迁入南公营子。
1947年5月13日，辽东军区在沈吉线发起了夏季攻势。夏季攻势开始之初，东北民主联军第三纵队于5月13日攻占北山城子至草市百余华里沈吉铁路，控制了北山城子、黑山头、草市等重要火车站，第四纵队第10师由纵队副司令员韩先楚率领攻克甘井子、大石头沟、秀水甸子等南山城子以西据点。四纵司令员胡奇才、副政委兼政治部主任欧阳文、参谋长李福泽率领第11师(含12师第36团)监视通化之敌。第12师继续留江南坚持敌后战斗。新六军新22师等部6个团的兵力，在飞机、大炮的掩护下，于5月16日向南山城子反扑，第10师在三纵队的有力配合下，战至5月17日黄昏，击溃新22师进攻，歼第66团1500余人，重武器被缴获，其中第10师毙伤俘285名，缴获榴弹炮4门，汽车16辆，坦克2辆，其它各种火炮15门，轻重机枪23挺。海城起义后重建的滇军第184师（隶属新六军指挥）据守梅河口。
1947年5月14日夜间，东北民主联军黄河部队（西满纵队）向位于郑家屯东北90华里的双山县城发起总攻。全歼第七十一军87师259团三营，包括四个步兵连，1个机枪连和搜索排、炮兵排共400余人。毙该营营长易亚东，俘虏该团副团长吴祖伯。缴获八一迫击炮2门，六O炮8门，重机枪3挺，轻机枪20挺，步马枪129支。冲锋枪36支，短枪2支，吉普车、电台、骡马若干。 
1947年5月16日民主联军向茂林、保康之第184师551团反击，经一昼夜激战，攻克茂林、保康。5月19日收复长岭县城。
5月16日东总电告独立第一师，驻怀德之敌两个团已被我包围，驻长春的新一军正分两路向怀德开进，拟解怀德之围，命令独立第一师以两天行程进至长春以北鸡家窝棚一带，破坏铁路，袭扰长春之敌。接到命令后，该师日夜兼程，以日行军200华里的速度向长春疾进，于5月17日进至长春以北之马甲子地区。长春守敌派出装甲列车进行拦截。独立第一师不顾一切，猛打猛冲，一面炸毁铁路，一面用92步兵炮向敌装甲车射击，经过一番激战，敌弃车逃跑。独立一师乘胜追击，又捣毁了一个小车站。
5月17日上午11时，东野二纵全部歼灭据守旧怀德城之新一军三十师九十团及保安十七团两个整团，生俘九十团团长项殿元，共歼敌5000余人。
5月17日，辽吉一分区主力第13团、14团、15团东进，第二次攻克康平县城。5月26日，辽吉一分区13团、14团夜袭法库县城，翌日拂晓结束战斗占领县城，孙凤岐保安队、清剿队大部被俘，只有少数人逃窜。5月28日交通警察部队为首8个团兵力从新民、沈阳、新台子三路进犯法库。辽吉一分区主动撤出法库县城，转移到农村。
冀东军区为了配合东北战场，冀东军区司令员詹才芳指挥发动了滦东战役，调第十旅、第十一旅一部、第十二军分区警备团、第十五军分区警备团，卢、抚两县的县大队共约8000人约2倍兵力优势，5月12日秘密迅速地集结在卢龙县燕河营一带。5月16日下午，从从卢龙县燕河营山区出发，兵分三路进军北宁线留守营、张家庄、后封台火车站及昌黎县城。昌黎县城守军为华北独立第三师(原伪满洲国讨伐队)师部和所属第八团及警备队等约2000人，仰仗城防坚固进行防守。5月17日夜，曾雍雅率冀东第十旅第28、第29、第34团，在县武装工作队的配合下向昌黎县城发起总攻，至18日10时，除少数敌逃跑外，共歼灭敌3400多名，缴获大量军用物资，第一次解放了昌黎。肖全夫率冀东第十一旅第31团、第33团攻克安山火车站以东至昌黎火车站以西铁道沿线所有据点和护路碉堡，包括昌黎城西的后封台车站和燕埝坨等据点，并击退了敌从滦县张各庄、茨榆坨，在西北从滦县石梯子派出的近两个团兵力增援部队。在东面，冀东十五军分区警备团攻取留守营火车站以西至昌黎火车站以东铁路沿线所有据点和护路碉堡(包括张庄火车站)、冀东十二军分区警备团攻取留守营火车站，抚县大队在洋河西岸进行打截，东路击退了敌从秦皇岛方向向昌黎增援的铁甲列车和500多名援军。破坏了以昌黎车站为中心从石门到留守营之间40多公里铁路，将北宁线拦腰切断，有力配合了东北夏季攻势。昌黎县城之役共歼灭驻守昌黎城内之独三师、留守营等三车站之敌共1740人，内生俘1273人，缴获机枪33挺，长短枪247支，炮24门，各种子弹十万发，现钞六千二百余万两，白面一万余袋，拔掉铁路沿线碉堡四十余处，毁路轨约七十华里，桥栈三处，火车头两个，火车一列。攻城战斗中，冀东独立第十旅第三十四团第一连，作战勇猛顽强，登城有功，被冀东军区授予“昌黎战斗模范连”称号。5月19日夜解放军主动撤出昌黎县城。5月21日抚宁国军弃城逃往北戴河；5月24日夜，在冀东独立第十旅第二十八团的攻击下，榆关守军放弃据点撤逃。5月26日，迁安守军弃城逃走。滦东地区北宁路以北的国军据点基本被扫光。
5月18日1时，东总电告独立第一师，怀德之敌已被全歼，援救怀德之新一军将于今晚或明晨向长春撤退，命令该师迅速进至长春以西之双龙台。接到命令后，该师分左、右两路向双龙台开进，左路为第1团、第3团，右路为第2团。5月18日7时左右，前卫第一团与新一军第50师保安团、骑兵大队遭遇，双方展开激战。作为师的第二梯队的第3团，不顾一切，迅速前进，直插长春飞机场。由于行动神速，当进到飞机场时，机场的敌人还没有发现，一下子全部当了俘虏。接着，又占领了敌航空学校，俘虏了好几十名学员。第3团第1营驻守飞机场，第2营继续向长春攻击前进。二营行动迅速，很快就攻进了长春市区，占领了敌军械仓库，缴获了很多崭新的卡宾枪。5月18日中午，敌开始向飞机场反扑，炮火非常猛烈。下午该师撤离飞机场，转移到离长春二、三十里的地方。此后就在长春市周围进行袭扰活动，周旋了三、四天之后奉命撤出战斗。东北民主联军总部对独立一师这次长途奔袭长春，攻占长春飞机场的战斗非常满意，给予了通报表扬。这一次战斗，也是独立一师在苇子沟战斗之后，打的第一个“翻身仗”。
5月18日，独立二师切断了吉（林）梅（河口）线，攻取了烟筒山和明城，歼保安队200余人。
5月18日，独立三师奉命同独立四师（师长王奎先）进攻乌拉街。新一军新38师第114团闻讯于当夜渡江撤逃市区，第7团在追击中歼敌掩护部队一个连。至此，共军攻占了吉林市附近松花江以东的所有据点。
1947年5月20日毛泽东关于全国军事形势及东北我军作战问题致电林彪、高岗并告朱德、刘少奇，提出关于东北民主联军夏秋季和冬春季的作战任务。
1947年5月中旬，辽东军区为打通南北满联系、切断沈吉铁路，乘南山城战斗后梅河口守军孤立无援之际，决定：
- 第四纵队第10师和四纵炮兵团、辽东军区2个野炮团，由第四纵队副司令员韩先楚指挥强攻梅河口；
- 第三纵队第7师、第9师各以一个团担任预备队。
- 辽宁独立师在新宾、永陵地区随时准备侧击抚顺出援梅河口之敌。
- 第三纵队第9师主力2个团、南满独立第2师配置于梅河口东北、海龙西南，准备打击海龙西援之国民党军和堵截梅河口守军东逃；
- 第三纵队主力和李红光支队进击东丰、西安，沿四平梅河口铁路发起进攻。第8师主力集结于梅河口以西大杨崴、辽阳街一带。

5月22日，10师等部队进到梅河口西南的二龙山附近集结后，立即组织团、营、连、排各级干部到现地侦察了地形。同时，部队进行战斗政治动员。5月23日晚，第10师在梅河口西北700米南北一线占领了阵地，主攻方向与突破口选在市区西北，首先歼灭外围据点，第28团攻击西山之中央山头。5月24日5时许，攻城部队分别进入了进攻出发地。部署是：第28团取了367高地后，向敌最后抵抗阵地突击，直取铁路工厂，消灭驻厂及以北地区之敌；第29团取368高地后，在28团右翼，向敌最后抵抗地突击，协同28团共歼铁路工厂以及地区之敌；第30团以两个营为师预备队，另一个营配属两个山炮连，由梅河口以北向街区进攻，首先夺取火车站，尔后向铁路工厂突击，配合主力全歼守敌；辽东军区炮兵团和4纵队炮兵团，以及师山炮营的一个连，于365高西侧占领发射阵地，支援28、29团夺取367、368高地，以及敌最后抵抗阵地。24日下午15时30分，第10师第28、第29团在炮兵火力支援下，夺取梅河口镇西北外围2个高地，第30团1个营由镇北沿铁路向守军猛攻。2由于攻城的突破口选在市区西北，而这里正是国军防御重点，从两个高地到敌军最后抵抗阵地之间有一段约五百米的开阔地，守军在空军火力支援下依托坚固工事顽强抵抗，三面火力侧射等等原因，虽经多次冲击，均未奏效。战斗至25日下午16时，部队只好就地进行近距离作业，暂时停止进攻。根据侦察得知，市区东南车站附近，国军兵力配备薄弱，工事较差，守备不严。纵队首长决心将攻城突破口由市面上区西北改为市区东南，另择突击点，将主要兵力和火器转向车站方向，部署为：第30团全力夺取火车站后，乘胜直取铁路工厂；第29团沿第30团右翼的铁路两侧投入战斗，配合第30团夺取火车站，并向铁路工厂方向突击；第28团主力首先夺取364、382高地，尔后沿“神社”向铁路工厂前进；炮兵以营为单位随各团行动。5月26日9时，第30团在第29团的协同配合下，经过激烈战斗终于占领了火车站，并当即向街区进攻，在火车站南面的中山桥守军利用两个碉堡阻止共军前进，第30团组织了两次爆破将两个碉堡炸掉，继续向铁路工厂和核心阵地前进。第29团在车站以南水塔附近排除隐蔽地堡后，于26日8时许开始向核心阵地突击。第28团经过反复冲击，于26日四时占领364、382两个高地，俘80多人，随后向“神社”方向发展，5月27日10时逼近核心阵地，与39团、30团会合。守军约五千多人被压缩在面积约二十公倾的核心阵地内。5月27日，为集中兵力聚歼守军，辽东军区将预备队第三纵队第7、第9师各1个团接替10师在梅河口周围已占领的阵地，以便该师集中全力攻击敌核心阵地。5月28日下午16时在强大炮火的掩护下，第28团从南，第29团从东北，第30团从东突入守军核心阵地。经过五天四夜的激烈战斗全歼守军7188人，击落飞机1架，俘少将师长陈开文和两个团长以下一千余人，控制了沈吉铁路中段、四梅铁路东段及其两侧广大地区，与北满主力于四平以南会师，结束了南满、北满解放区被分割的局面。6月1日，收复清原县全境。6月2日，安东三分区基干第二团收复新宾县城，随即收复永陵、木奇，安东三分区基干第三团收复清河城、马圈子、金斗峪、五龙口等地，沈抚县清河城以东、救兵台以南的解放区已连成一片。 
一纵、二纵在西线怀德附近，突然出击，一夜就打下怀德城，消灭了七十一军两个师，并击溃敌两个增援师。
从1946年10月22日占据通辽的第七十一军87师于1947年5月初撤至四平，辽北省骑兵第十八师（师长田久安）和塔日巴喇嘛骑兵团共2000余人驻守通辽，另有达理扎布旅、通辽县保安队600余人驻守在城东钱家店。5月22日，内蒙古人民解放军骑兵第2师（师长白音布鲁格）率领第11、第12团在西辽河以北三合屯村渡河，分攻通辽城东门、西门，解放通辽城。5月26日晚，内蒙古骑兵第2师把通辽县保安团和辽北骑兵十八师包围在了离通辽城三十公里的科左后旗哈拉乌苏庙前的一块沙沱子地里，战斗至5月27日凌晨，俘虏师长兼县长田久安以下县政府机关人员和骑兵400余人，缴获美式汽车、美国造的电台、战马90匹。  
从1946年5月23日占据郑家屯的第七十一军。5月21日东北民主联军收复卧虎屯车站后，内蒙古骑兵二师十二团随即把郑家屯包围起来。5月24日守军第七十一军87师260团被全歼在八面城以西喇嘛甸外围。1947年5月底保二团二营强攻榆树台。保一旅从怀德向四平进发，急行军至梨树，保二团二营包围梨树县城，守军拂晓突围沿公路往四平逃跑，二营四连尾随追击。毙敌17人、俘虏30余人，缴重机枪2挺、轻机枪3挺、步枪10余支，四连无一人伤亡。
攻打东丰前夕，东丰独立营配合主力在杨木林、猴石消灭了青年军207师第7团，之后又在五道岗、三合、莲河、青龙山一带与第十三军部队屡次交战，全部拔除了东丰城南据点，继而对东丰县城形成了东、南、西三面之围攻态势。5月22日东北民主联军第三纵队第7师2个团与辽宁军区第二军分区部队包围了东丰县城。1947年5月24日15时向东丰守军青二师(即青年军207师第2旅)的1个团（即第5团）及县保安团、清剿大队发起进攻，25日拂晓，击毙团长陈呈祥、二营长祖荣以下官兵188名，俘敌副团长陈黔以下官兵1261人，缴获长短枪698支、轻重机枪24挺、冲锋枪12支、六○炮两门、子弹两万余发、炮弹300发、战马9匹，还有10辆大车、5部电话、170万元东北九省流通券和2000多万斤粮食。二分区独立团一营在分区司令员彭龙飞的指挥下解放白泉，毙敌一个排，俘敌一个排长和一名连长。1947年5月28日，辽宁省军区独立第二师的第四团、第五团挺进西安县城外围，完成对西安县城的包围，当夜破坏了县城输电线路，城内陷入一片黑暗。二分区部队会同友军一千多人分别驻扎在梨树河子和三湾老虎背，将渭津至大兴镇、白泉至平岗的通讯和铁路切断。1947年5月30日，曾克林率东北民主联军第三纵队的3个师、李红光支队、西安县大队包围西安县城（今辽源市区）。守军为国军青二师（真实番号应是第207师第2旅），少将师长傅宗良(黄埔六期炮科毕业、驻印军新22师65团团长)、少将参谋长金伯元，少将政治部主任陈东剑，西安县县长高语和，师部驻西安煤矿东山上日本人修建的东山俱乐部大楼，2个团守西安县城，1个团守东丰县城。第三纵队攻克东丰后，转兵西安。辽宁二地委积极动员西安、东丰两县人民群众，全力支前配合第三纵队解放西安。仅西安县有2000余支前民工出担架、抬伤员、送粮草。6月1日、2日两天，三纵与辽宁二分区的2个团猛烈攻城。6月2日，守军师长傅崇良命令西安县拘留所主任周守章就地枪杀在押的17人，制造了“六·二”惨案。6月2日夜，三纵队八师首先攻下了青二师师部与主要兵力扼守的东山，迅速攻入城区。青二师师部撤至迁到了丘下东北面后山坡上的“泰信楼”（伪满时泰信矿日本技术人员独身寮，解放后改为“泰信电影院”）。战斗持续到6月3日凌晨4时，李红光支队涉过东辽河从城南攻进西安县城，打冲锋的是朝鲜族战士，非常勇敢，不怕牺牲。随后城内展开巷战直至6月3日16时战斗结束，共歼敌2800余人，其中击毙200余人，俘虏副团长以下官兵2617人，缴获六○炮6门，重机枪30挺，轻机枪280挺，长短枪1600余支，吉普车4辆，电台3部，子弹20万发。西安县第二次解放。青二师师长傅崇良带300余名突围逃往四平。
5月26日夜，吉南军分区七十一团破坏磐石以南大申家至扒子街铁路5华里，并炸毁大申家木桥、铁桥各一座。5月28日，吉南七十一团和磐石警卫团，配合独立二师包围磐石守军第六十军第184师一个加强营。经3昼夜激战，守军于5月30日深夜溃逃，5月31日凌晨磐石全境解放。5月31日，吉南军分区教导队和桦甸县大队配合六纵十六师围攻桦甸县城，军分区教导队在桦甸城东大勃吉附近山头用轻机枪击落敌机一架。5月31日夜，守敌弃城逃窜，中途被吉南七十二团截击，大部被歼。6月1日桦甸全境解放。
5月27日至31日，独立第一师负责长春至四平间的破路任务，破路任务快要完成时，东总命令该师迅速开赴长春东南之伊通、双阳地区，堵截国民党暂编第22师。5月31日晚23时，该师从公主岭出发开赴双阳地区，同第16师、第17师密切配合，很快将暂22师团包围于龙王庙地区，经两小时激战将敌人全部歼灭。俘敌1000余人，缴获山炮8门，各种枪械1000余件。 
海龙守军第六十军暂编第21师，在梅河口被解放后陷入孤立。弃城向吉林市逃跑。5月31日中午东总电令独立二师截击北逃的暂编21师。独立二师猛打猛追300余里，毙俘3000余人，缴获大批轻重武器，创造了以一个师追歼一个师的范例。
6月初，四纵第11师先后收复新宾、宽甸、凤城、安东等城，尔后沿沈安铁路北进。坚持辽南敌后斗争的四纵队12师，收夏了岫岩、庄河、通远堡、草河口、连山关等地。6月16日收复本溪。11师和12师本溪胜利会合，南满广大地区基本解放。此后，四纵队为了配合四平作战，进行了陈家堡子战斗、鸡冠山战斗。
1947年6月5日，在赤峰的第九十三军残留部队（2个营和1个炮兵连）以演习为掩护，准备完全撤离。当晚，赤峰县长孙明一面以巡逻为名向降队（地主武装）、土匪开禁，准许入城；另一面则以开会为名，策动保、甲长等随国军一起撤离。降队、土匪等当夜在三道街、西横街一带大肆抢掠商户。6日晨4时，赤峰守军弃城全部向南撤逃。6月6日上午10时，乌丹（第二十二）军分区司令员吴烈、政委邱会作率部开进赤峰城，赤峰宣告第二次解放。6月8日，从赤峰撤逃的守军在三十家子附近遭冀察热辽独立第十八旅的截击，冀察热辽前线指挥部命令第十七旅迅速增援，国军闻风遗弃全部辎重、行李，夺路而逃，第十七旅跟踪追击，8日夜夺取天义城。6月6日，热辽军分区部队攻克国民党警察大队所占的建平县黑水镇。8日，收复建平县建平镇。9日，收复建平县南部的朱碌科和奎德素两个战略据点。6月19日，冀察热辽军区第十七旅乘胜收复热东重镇叶柏寿。至此，热中主要城镇全部解放。
6月5日，独立一师由伊通进至公主岭郭家店一带，构筑工事，准备堵截四平突围之敌、阻击由长春增援四平之敌。东总命令独立第一师第3团暂归第一纵队第1师（师长梁兴初，政委梁必业）指挥。到达大台山时，第1师已战斗了一个晚上。根据1师首长的指示，第3团第2营为第一梯队，第3营为第二梯队，在师山炮营的炮火支援下，向大台山发起攻击。部队打得非常勇猛，一鼓作气夺取了大台山。部队马上组织追击，战斗从上午7点多一直打到下午1点，经过五、六个小时的激战，将敌人全部歼灭。毙伤敌人1000多名，俘虏250多名，缴获60炮5门，轻重机枪16挺，火箭筒2具，各种枪192支。
北宁铁路在昌黎一带被斩断后，冀东国军不得不进一步集中部队，收缩据点，撤出“重点扫荡”路南的部队外，又于6月16日、17日，相继放弃了遵化、蓟县、平谷和卢龙县城，把兵力集中到北宁线上。7月份开始，又调来3个交通警察总队，进驻山海关至滦县的北宁路。冀东军区第十一旅从滦东转战唐山以北丰润、玉田间连续攻打国军据点；冀东第十旅及第十五军分区突然向蓟县至通县一线发动进攻，先后攻克了白润、高庄子、大赵庄、八百户、黄土庄等据点，歼850余人，占领三河以东广大地区。第十旅又与第十四军分区部队转战三河至通县一线。整个“夏季攻势”中，冀东军区共歼灭国军近万人。

### 第二阶段作战
夏季攻势的第二阶段是第三次四平战役。6月11日，四平攻坚战打响。东北民主联军集中了三个纵队的7个师、5个炮兵营的兵力，向四平守敌陈明仁部第七十一军发起攻击。另以17个师的兵力在四平南北地区阻敌打援。其中独立第一、第三、第四师组成阻击兵团，在公主岭地区抗击长春的新38师南下增援四平，阻击战持续三天三夜，敌未能前进。鉴于杜聿明又从沈阳、长春调集十个师前往增援，其中新38师由吉林市撤退至长春市，长春市的第50、新30师南下解围，公主岭一线东野独1、2、3师阻击；沈阳国军得到第五十三军2个师之后以8个师阵容北上解围。东北民主联军以一部兵力攻四平，集中9个师迎击由沈阳北援之新编第六军。第九十三军向昌图发起进攻，遭二纵阻击。第五十三军由本溪出发进攻八面城。6月29日九十三军先头部队到达四平以南牤牛哨，五十三军和新六军195师进至四平西北八面城。东北民主联军开始撤出四平战斗。6月30日晨一纵一师向开原东北威远堡门、莲花街新六军第14师进攻，歼1个团另1个营，在八棵树镇貂皮屯、威远堡地区击溃新22师和第169师。随后主动撤出四平，又恢复隔松花江对峙。
6月12日，永南县大队配合独一师奔袭岔路河镇，全歼守敌。
6月15日，独三师于松花江西聂司马屯歼敌保安团大部，随后于6月19日渡江西进，以神速动作全歼由九台调桦皮厂守备之保安一团一个营。
6月17日，冀察热辽中央分局、热河省党政军机关及内蒙古自治学院分别从林西、林东陆续迁入赤峰。
6月下旬，冀察热辽部队发起了热东战役。6月21日，冀察热辽军区组织所属部队第十六旅、第十八旅和热东军分区、凌源县支队等共同发起收复凌源之战，至22日18时，彻底解放凌源县城，歼守军1500余人。冀察热辽军区部队经过一昼夜激战6月21日凌晨攻克朝阳至北票公路重要据点——哈尔脑。同时，冀察热辽军区第十七旅进抵朝阳城郊，与朝阳守军战斗。但国军增援部队已与朝阳城内守军取得联系，兵力已经集中，冀察热辽前线指挥部遂决定放弃进攻朝阳，改为攻打北票。北票守军为第九十三军暂18师参谋主任戴传霖率领的两个步兵营、一个山炮连、两个保安团和矿警队共2000余人。进攻部署：
- 独立13旅，配属军区炮兵营的山炮连，急进至北票南山南侧展开，向北发起攻击，首先歼灭南山各制高点之守敌，尔后向北发展，歼灭南军营、旗公署等铁路以南各点之守敌。旅部署为：第37、38两团主攻南山各制高点守敌。突破后，第37团沿山脊向东发展进攻，歼灭各点之守敌；第38团沿山脊向西发展进攻，歼灭各点之守敌。第39团为旅的预备队，集结于骆驼营子车站附近，随时准备投入战斗。
- 独立17旅、配属军区炮兵营的战防炮连，迅速进至北票西北山北侧展开，向东南发起进攻，歼灭发电所、冠山等铁路以北各点之守敌。
- 独立16旅、独立18旅，进至金岭寺以北地域准备打援。

6月29日拂晓，攻打北票的战斗开始，独立17旅第50团从西北向台吉二井发起攻击，激战两小时，占领二井。第51团从正北攻下了两个大碉堡及台吉各工村，下午逼近北票发电厂。6月29日12时，独立13旅第37团、第38团同时对南山和冠山主要阵地发起猛攻，经14小时激烈战斗，于30日凌晨2时攻克了南山各制高点的碉堡，分别向东西两翼发展进攻。热辽军分区所属部队及朝北支队、北票支队、蒙民支队攻打街里，并负责外围堵截。6月30日凌晨3时，独立13旅旅长黄鹄显命令第39团加入战斗，首先协同38团攻克六座炮楼和碉堡，尔后直扑南山下的营区(即戴传霖指挥所)核心据点。30日8时，39团第一、第二两营对指挥所核心据点包围态势，南山上各守敌全部被歼，38团转攻旗公署，37团转为旅预备队。30日9时，独立13旅黄鹄显旅长、李荣顺参谋长到第39团指挥所亲自部署指挥强攻戴传霖指挥所之核心据点；39团蔚彰参谋长、政治处王南芳主任到第一营亲自组织战斗，率部连续发起冲击，因地形开阔、核心据点火力严密未能奏效，蔚彰参谋长负伤、政治处王南芳主任和第一营姜营长牺牲。战斗到12时，旅首长命令停止进攻待黄昏后再战。 30日18时30分，第39团以第三营为二梯队，三营副毕恩波代理指挥第一营主攻，第二营右翼助攻。22时第39团第一连发起突击，攻入营区大院，包围了戴传霖的指挥大楼，第二营歼灭了敌保安队后在团的右翼占领了阵地，第38团攻占了旗公署，独立17旅攻克了发电所、冠山，正向一二七、一一一高地和矿警队进攻，37团北进截击矿警队东逃之敌。7月1日零时，毕恩波副营长奉命指挥第39团全团，零时40分发起对指挥所大楼的总攻，第一连从被炸开的碉堡处突入楼内，第八连在大楼东头架梯登上二楼。凌晨三时二楼窗口举出白旗，暂18师参谋主任戴传霖带领按指定路线到楼南操场集合投降。北票战斗共毙伤456人，俘1720人，缴获大批武器、物资。独13旅39团牺牲团政治处主任王南方、一营长姜兴发等30人，负伤团参谋长蔚彰、二连长王继承等64人负伤。战后，独立13旅荣获冀察热辽军区和热河省政府授予的“攻坚模范”、“常胜劲旅”奖旗，第一连获冀察热辽军区授予“攻坚模范连”称号和奖旗一面。战后，国军组织反攻北票；7月8日冀察热辽军区主动撤出北票。
6月24日，四纵11旅进攻青年军207师4团一营据守的救兵台。6月26日李红光支队进攻207师突击大队据守的苍石。均未能攻克。
6月30日，吉南军分区收复双河镇。
7月1日凌晨，国军驻抚顺部队进入清原南口前黄金堡，偷袭在此休整的东北民主联军部队。独立第四师第3团得到情报后，迅速制订战斗方案，指挥各部到达预定地点做好应战准备。早7时左右，国军毫无察觉地进入我伏击圈。经过2小时激战，毙、伤敌300人，俘敌800多人，缴获大量武器弹药和其他军用物资。
独立三师在转移过程中配合独立四师、吉南第24旅在烟筒山以北大拉子山于7月12日20时开始围歼第182师两个团，至午夜战斗结束。独立三师到蛟河县休整。由于完成任务出色，受到东北民主联军总部的表扬。师长曹里怀也因战功显著被提升为主力部队第一纵队（即后来的第38军）副司令员兼参谋长。
至6月30日夏季攻势结束，此役历时50天，共歼敌8.3万余人，收复城镇42座，其中吉林省境内15座，解放了国统区16万平方公里的土地及1000万人民，肃清了吉林和长春以南、四平以东广大地区的敌人，迫使国民党军收缩于长春至大石桥、沈阳至山海关铁路沿线。我东北民主联军实现了发动夏季攻势的战略意图。
7月10日至14日，第三纵队和第四纵队围攻铁岭县鸡冠山的青年军207师第5团（欠第二营），因连续暴雨最后放弃。

## 战后
东北夏季攻势，历时50天，共歼敌8万3千余人，收复县城42座，解放土地16万平方公里，东、西、南、北满和冀热辽解放区联成一片，迫使东北国军收缩于长春至大石桥、沈阳至山海关铁路沿线，转为防御。冀察热辽军区部队先后收复了赤峰、围场、建平、凌源、叶柏寿等城镇，使热东、热中、热西、热辽等解放区连成一片，有力地牵制了热辽边的国军。
其中的第三次四平战役失利后，林彪、刘亚楼吸取教训总结出“四快一慢”战术，林又总结龙书金的作战经验总结出战术“四组一队”。
四快一慢”和“四组一队”简要：

- “四快一慢”：向敌前进要快，以防敌人逃跑；抓住敌人后，进行准备要快，看地形，选突破口，构筑工事，动员、调动兵力，布置火力等都要快；突破后扩大战果要快；对溃退的敌人追击要快，不管三七二十一，不管白天黑夜。这第4快与上述第三种情况的打法相同。一慢是，总攻发起时机要慢，准备充分后再打，而一旦总攻开始，则要快。
- “四组一队”：即火力组、突击组、爆破组、支援组，突击队。这里强调突击连队要有分工，组与组之间互相配合，协同作战。也可根据具体目标，划分3个或5个组。

整个夏季攻势中，独立1师转战于长春、四平之间，参加了10多次战斗，取得了很大的胜利。据粗略统计，毙伤敌军官67名，俘虏敌军官36名，毙伤敌士兵665名，俘虏敌士兵1352名，缴获山炮8门，60炮7门，火箭筒2具，重机枪10挺，轻机枪31挺，其他3枪六、七百支，汽车3辆，骡马140匹，破坏铁路90多公里。在战斗中，我们也付出了一定的代价，伤亡700多人，其中干部40人。